# Jung Young-a
Dans ce nom coréen, le nom de famille, Jung, précède le nom personnel Young-a.
Pour les articles homonymes, voir Jung.
Jung Young-a (hangeul : 정영아 ; RR : Jeong Yeong-a), née le 20 juillet 1979, est une pongiste handisport sud-coréenne concourant en classe 5 pour les athlètes paraplégiques. Elle détient une médaille de bronze mondial (2014) et quatre médailles de bronze paralympiques (2012, 2016, 2020).

## Palmarès

### Jeux paralympiques
- médaille de bronze par équipes classe 4-5 aux Jeux paralympiques d'été de 2012 à Londres
- médaille de bronze par équipes classe 4-5 aux Jeux paralympiques d'été de 2016 à Rio de Janeiro
- médaille de bronze en individuel classe 5 aux Jeux paralympiques d'été de 2016 à Rio de Janeiro
- médaille de bronze en individuel classe 5 aux Jeux paralympiques d'été de 2020 à Tokyo

### Championnats du monde
- médaille de bronze en individuel classe 5 aux Mondiaux 2014 à Pékin

### Jeux para-asiatiques
- médaille d'argent par équipes classe 4-5 aux Jeux para-asiatiques de 2010 à Canton
- médaille d'argent par équipes classe 4-5 aux Jeux para-asiatiques de 2014 à Incheon
- médaille d'argent en individuel classe 5 aux Jeux para-asiatiques de 2014 à Incheon